# Palazzo Zauli-Naldi
Palazzo Zauli-Naldi è uno storico edificio di Faenza, di proprietà privata dell’omonima famiglia.

## Storia
Già sede di una casa di Astorgio Manfredi in data 1468, esso divenne di proprietà della famiglia Naldi il 7 giugno 1586 (questa, come le successive dettagliate notizie dei lavori svolti successivamente nel palazzo, si deve al Libro Mastro custodito con cura dalla famiglia). Nel 1629 fu fatto fabbricare l’attuale edificio con portico che prese il nome di palazzo Naldi di Piazza, mentre il portico venne detto della Pagnocca perché ogni sabato veniva distribuito il pane ai poveri. Intorno alla metà del ‘700 si hanno importanti modifiche interne che diedero vita all’attuale scalone; verso la metà dell’800 avranno luogo interventi sia interni sia sul fronte del palazzo nel corso dei quali saranno condotti lavori pittorici e decorativi a cura di Antonio Berti.

## Architettura
Nello scalone che conduce al piano nobile sono ancora visibili i contorni a stucco di due portali precedenti e il grande stemma della famiglia con tutti i rami principali. La balaustra dello scalone, disegnata da Gianbattista Boschi, fu eseguita a Meldola e da lì trasportata a Faenza. Al piano nobile si hanno due accessi: uno immette verso il lato di Porta Montanara e comprende cinque stanze di cui quattro dipinte; l’altro si sviluppa di fronte a Piazza del Popolo e lungo via Torricelli e comprende oltre all’appartamento, un’antica stretta scala a chiocciola, si trova anche un pregevole stemma Zauli-Naldi decorato a stucco.
I successivi lavori, ordinati dal conte Domenico Zauli-Naldi a partire dal 1876 comprendono interventi sia esterni, sul fronte del palazzo, sia interni. Tra questi emergono gli affreschi di Antonio Berti (1830-1912), a lungo docente della scuola d’arte faentina, che curò il soffitto a semivolta nelle cui decorazioni si allude, con l’immagine dei colombi augurali involati da due putti, alle nozze del conte Giacomo Zauli-Naldi con Faustina Magnaguti Rondinini avvenute nel 1885.
Altri affreschi del Berti presenti nel palazzo fanno riferimento all’arte barocca del ‘600, un’anomalia rispetto al gusto neoclassico ancora molto in voga a Faenza. Del Berti sono rimasti anche diversi disegni preparatori il cui Fascicolo è conservato alla Pinacoteca Comunale di Faenza. Tra questi emerge lo splendido disegno della parte centrale del soffitto del salone nel quale si coglie meglio che nell’opera murale la naturale volumetria del movimento delle figure.

## La famiglia

Stemma della famiglia Naldi.

Proveniente dall'Ungheria al seguito di Ottone III nel 906, un ramo della famiglia Naldi si stabilisce a Faenza nel 1296 prendendo il nome di Naldo di Tosuccio.
Nel 1495 Dionigi e Vincenzo Naldi sono a capo degli uomini di Val d'Amone e tentano di cacciare Astorgio III Manfredi, alleandosi col Valentino nell'assedio di Faenza e poi con la Repubblica di Venezia.
Agli inizi del secolo XVI Dionigi prende probabilmente dimora nel palazzo sito al n° 2 dell'attuale c.so Matteotti dando origine ai Naldi detti di Piazza. Nel corso del XVII secolo i Naldi lottano per la supremazia nella città fra loro e contro i Calderoni; le lotte sono interrotte nel 1657 con la mediazione del Vescovo Card. Rossetti e l'intervento di principi fra i quali il Granduca di Toscana, amico dei Naldi.
Il ramo dei Naldi di Piazza si estingue nel 1779 in seguito alla morte della contessa Maria, mentre suo marito, il conte Francesco Antonio Zauli unisce i due cognomi in Zauli-Naldi. Tra la fine del Settecento e gli inizi dell’Ottocento troviamo a Faenza molte altre ramificazioni della famiglia Naldi, senza però un solido legame parentale tra loro.
Pertanto il conte Cesare, morendo nel 1827 patriciee stirpis suae postremus, come è detto nella lapide commemorativa del suo munifico gesto, può lasciare ai Gesuiti il suo cospicuo patrimonio per l'erezione ed il mantenimento di quello che fu ed è tuttora il Liceo Classico di Faenza.
Altri due membri della famiglia, i fratelli Dionigi e Luigi, alla loro morte hanno lasciato cospicue raccolte d’arte e di storia ai tre massimi istituti culturali della città: il Museo delle Ceramiche, la Pinacoteca Comunale e la Biblioteca Manfrediana, alla quale è pervenuta in tal modo anche l’archivio della casata e quello di altre famiglie ad essa legate da parentela.
Il fondo Zauli-Naldi presente in Manfrediana comprende:
- antica biblioteca della famiglia Zauli Naldi, la cui origine si deve a mons. Domenico Zauli (1637-1722), comprese le scaffalature lignee tardo settecentesche, suddivisa per argomenti, comprensiva di 7.530 volumi a stampa (prevalenza di testi giuridici) e manoscritti dal sec. XV al sec. XIX e 2.776 opuscoli;
- biblioteca del Conte Dionigi Zauli Naldi (1891-1960) che consta di circa 1.000 volumi di letteratura moderna e contemporanea con preziose dediche autografe degli autori;
- biblioteca del Conte Luigi Zauli Naldi (1894-1965) formata da oltre 3.000 volumi a stampa e manoscritti antichi e moderni, di argomento prevalentemente faentino;
- archivio Zauli Naldi raccolto in 260 faldoni con documenti concernenti la famiglia Zauli Naldi e altre famiglie faentine e romagnole ad essa legate da vincoli di eredità o parentela.

## Galleria d'immagini

Portone d'ingresso
Particolare del portone
Angolo con via Torricelli
Facciata